# Gouvernement Francisco Silvela (1)
Le premier gouvernement de Francisco Silvela est le  gouvernement du royaume d’Espagne en fonction entre le 4 mars 1899 et le 23 octobre 1900, présidé par le conservateur Francisco Silvela.

## Histoire
En mars 1899, le nouveau leader conservateur Francisco Silvela — qui avait succédé à Antonio Cánovas del Castillo, fondateur et leader historique de la formation, et architecte du régime de la Restauration — prit la tête du gouvernement, au soulagement de Sagasta, qui était à la tête de l’État au cours du « désastre » de 1898 au cours de laquelle l'Espagne perdit Cuba. Silvela se fit l'écho des demandes régénérationnistes de la société et du système politique — il qualifia lui-même l’Espagne de pays « sans pouls » — en menant une série de réformes. Secondé par son ministre de la Guerre, le général Polavieja, il défendit « une formule de régénération conservatrice qui essayait de sauvegarder les valeurs de la patrie dans un moment de crise nationale ».
La réforme la plus importante fut celle du budget public menée par le ministre Raimundo Fernández Villaverde, qui visait à faire face à la difficile situation financière de l’État à la suite de l’augmentation des dépenses provoquée par la guerre, accompagnée de la baisse de la valeur de la monnaie nationale et d’une importante inflation, à l'origine d’une hausse du mécontentement populaire. Cette réforme fut accompagnée de l'approbation en 1900 des deux premières lois sociales de l'histoire du pays, sous l'impulsion du ministre Eduardo Dato — une sur les accidents de travail et l'autre sur le travail des femmes et des enfants —. De plus, Silvela tenta d’intégrer dans son gouvernement un représentant de la Lliga Regionalista, parti nationaliste catalan qui venait de faire irruption dans la vie publique, et nomma Manuel Duran i Bas ministre de la Grâce et de la Justice, qui finit néanmoins par démissionner.

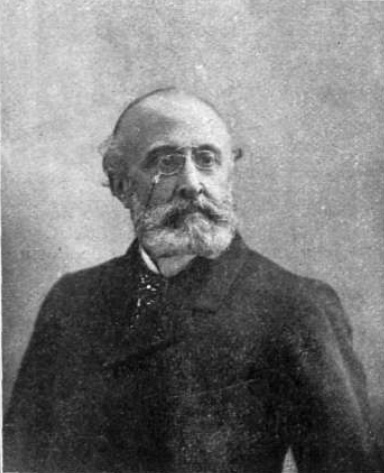
Photo de Francisco Silvela autour de 1902 ; Silvela fut le successeur d’Antonio Cánovas del Castillo à la tête du Parti conservateur.

La seule opposition significative à laquelle gouvernement conservateur de Silvela dut faire face fut le mouvement de « tancament de caixes (en) » (littéralement « fermetures des caisses »), mouvement de protestation mené en Catalogne entre avril et juillet 1900 par les commerçants et industriels regroupés dans la Liga Nacional de Productores (« Ligue nationale des producteurs ») — organisation créée par Joaquín Costa lui-même —, et par les Chambres de commerce dirigées par Basilio Paraíso. Mais ce mouvement qui exigeait des changements politiques et économiques échoua finalement et l’Union nationale (es) qui en avait surgi se dissolut, surtout après que les bourgeoisies basque et catalane décidèrent finalement de soutenir le gouvernement. Costa se tourna alors vers le républicanisme.

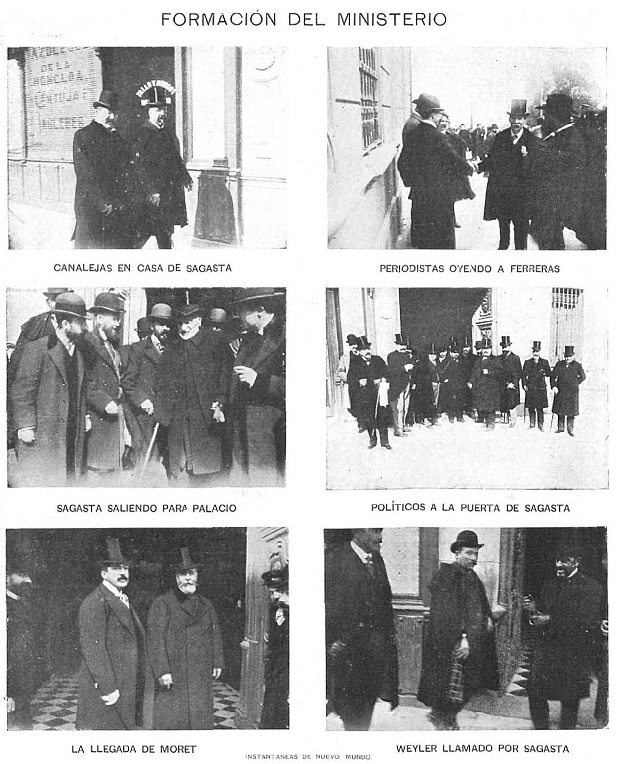
Formation du gouvernement de Sagasta de 1901.

Les désaccords internes — fondamentalement en conséquence de l’opposition de Polavieja à la réduction des dépenses publiques imposée par Fernández Villaverde, incompatible avec sa demande de financement pour moderniser l’armée — finirent par provoquer la chute du gouvernement Silvela en octobre 1900. Le gouvernement présidé par le général Azcárraga Palmero qui lui succèda ne dura que cinq mois. En mars 1901, le libéral Sagasta prit la tête d’un nouvel exécutif, qui fut le dernier de la régence de Marie-Christine et le premier du règne effectif d’Alphonse XIII.

## Composition
| Portefeuille                                                                  | Titulaire(s),                                                                    | Titulaire(s), |
| ----------------------------------------------------------------------------- | -------------------------------------------------------------------------------- | ------------- |
| Président du Conseil des Ministres                                            | Francisco Silvela                                                                |               |
| Ministre de l'Intérieur                                                       | Eduardo Dato e Iradier                                                           |               |
| Ministre d’État                                                               | Francisco Silvela y de Le Villeuze *jusqu’au 18 avril 1900                       |               |
| Ministre d’État                                                               | Ventura García Sancho Ibarrondo *à partir du 18 avril 1900                       |               |
| Ministre de la Grâce et de la Justice                                         | Manuel Duran i Bas *jusqu’au 24 octobre 1899                                     |               |
| Ministre de la Grâce et de la Justice                                         | Luis María de la Torre y de la Hoz *Du du 24 octobre 1899 jusqu’au 18 avril 1900 |               |
| Ministre de la Grâce et de la Justice                                         | Francisco Javier González de Castejón y Elío *à partir du 18 abril de 1900       |               |
| Ministre du Budget                                                            | Raimundo Fernández Villaverde *jusqu’au 6 juillet 1900                           |               |
| Ministre du Budget                                                            | Manuel Allendesalazar Muñoz *à partir du 6 juillet 1900                          |               |
| Ministre de l'Agriculture, de l'Industrie, du Commerce et des Travaux Publics | Luis Pidal y Mon *jusqu’au 18 avril 1900                                         |               |
| Ministre de l'Agriculture, de l'Industrie, du Commerce et des Travaux Publics | Rafael Gasset Chinchilla *à partir du 18 avril 1900                              |               |
| Ministre de la Guerre                                                         | Camilo García de Polavieja y del Castillo *jusqu’au 2 octobre 1900               |               |
| Ministre de la Guerre                                                         | Marcelo Azcárraga Palmero *du 2 octobre 1899 jusqu’au 18 octobre 1900            |               |
| Ministre de la Guerre                                                         | Arsenio Linares y Pombo *à partir du 18 octobre 1900                             |               |
| Ministre de la Marine                                                         | José Gómez-Imaz Simón *jusqu’au 18 avril 1900                                    |               |
| Ministre de la Marine                                                         | Francisco Silvela y de Le Villeuze *à partir du 18 avril 1900                    |               |
| Ministre de l’Instruction publique et des Beaux-arts                          | Antonio García Alix *desde el 18 de abril de 1900                                |               |